# Entorse (médecine)
Wikipédia ne donne pas d'avis médical : seul un professionnel (médecin, pharmacien, etc.) est habilité à le faire.
 (mars 2014).
Si vous disposez d'ouvrages ou d'articles de référence ou si vous connaissez des sites web de qualité traitant du thème abordé ici, merci de compléter l'article en donnant les références utiles à sa vérifiabilité et en les liant à la section « Notes et références ».
 (septembre 2024).

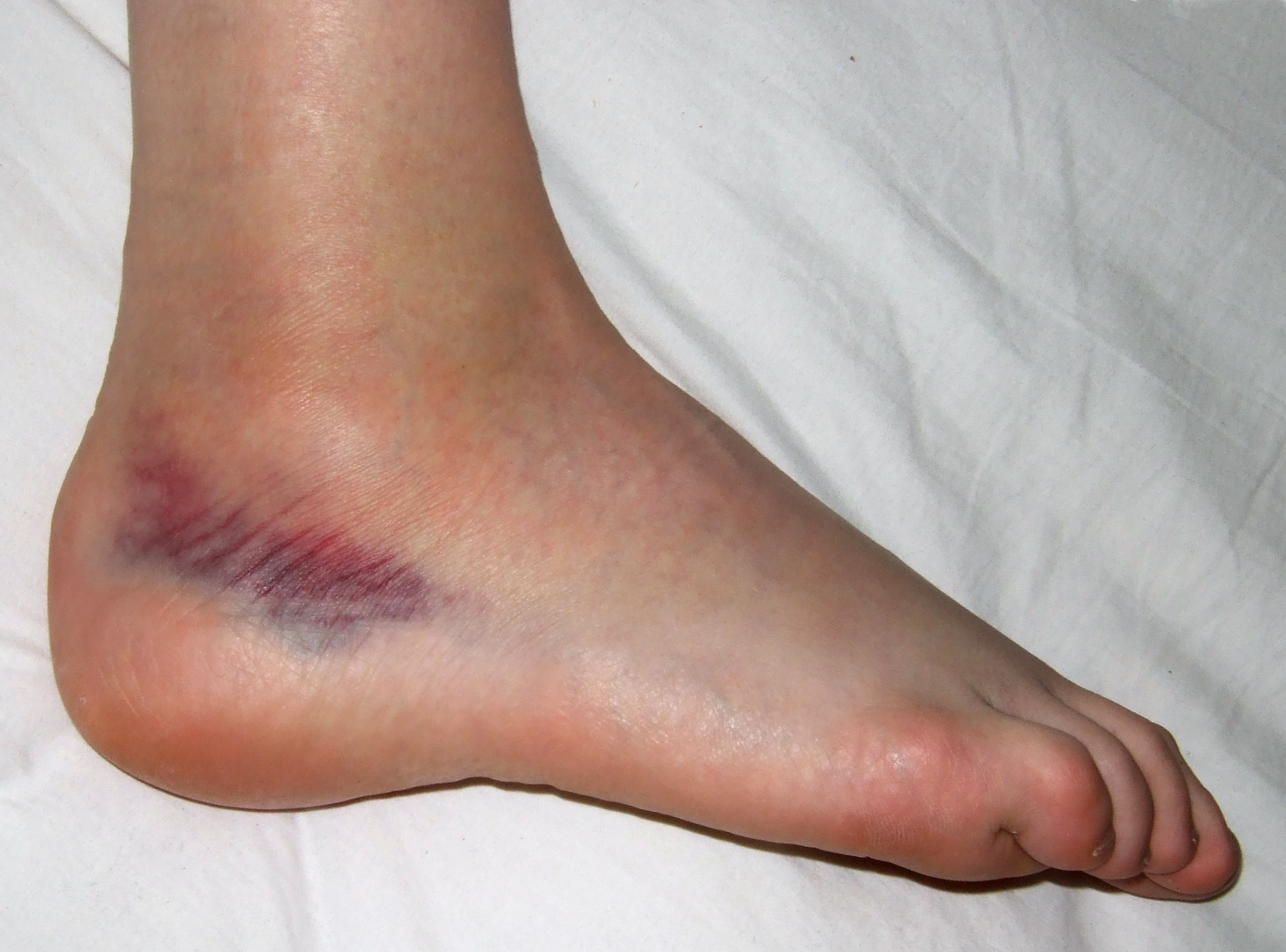
Entorse de la cheville avec hématome.

L’entorse est un traumatisme des ligaments causé par la sollicitation excessive d'une articulation. Un ligament est en général étiré ou distendu, éventuellement déchiré (entorse grave ou déchirure), avec encore une aggravation liée à des arrachements osseux.
Les entorses les plus fréquentes sont répertoriées au niveau de la cheville (entorse du ligament latéral externe de la cheville) et du poignet.

## Symptômes
Les symptômes sont une douleur vive à l'articulation, une impotence fonctionnelle, un œdème (gonflement plus ou moins rapide selon la gravité) et éventuellement l'apparition d'un hématome, une consultation rapide du médecin étant recommandée.

## Traitement et rééducation
Après une entorse, la cryothérapie est souvent indiquée, pour éviter l'apparition de l'hématome, ainsi que l'application locale d'un anti-inflammatoire. L'application d'un anti-inflammatoire n'est plus recommandée, étant donné le rôle positif de l'inflammation dans les processus cicatriciels. En outre, on peut immobiliser l'articulation par un bandage ou une attelle. L'activité physique peut être reprise au bout de cinq jours en cas d'entorse légère, ou de deux à douze semaines selon le degré de gravité. En cas d'entorse grave, la pose d'un plâtre est généralement indiquée, voire une opération si les ligaments sont très atteints.
Les entorses à répétition et l'instabilité articulaire qui en découlent peuvent amener au développement d'arthrose.

## Articulations fréquemment touchées

### La cheville
Dans 90 %  des cas, il s'agit d'une atteinte du ligament latéral externe de la cheville.

### Le genou
Les entorses du genou sont :
- bénignes si elles distendent simplement les ligaments périphériques (se traduisant alors par une douleur sur le trajet du ligament sans laxité nécessitant du repos, de la glace, des antalgiques et anti-inflammatoires mais pas d'immobilisation) ;
- moyennement graves si elles rompent ces ligaments périphériques (se traduisant ainsi par une douleur associée à une laxité ligamentaire nécessitant une immobilisation rigide ou non jusqu'à six semaines ainsi qu'une rééducation musculoproprioceptive) ;
- graves si elles rompent les ligaments du pivot central (à l'origine d'une hémarthrose du fait du saignement intra-articulaire outre la douleur et la laxité) dont la mauvaise cicatrisation sur le plan bio-mécanique engendre une laxité chronique et une instabilité subjective.

Les entorses du ligament croisé antérieur (un des ligaments du pivot central) sont fréquentes lors de la pratique de certains sports : football, baseball… Elles se font par un mécanisme de torsion ou d'hyper extension et se sentent par un craquement. Elles entraînent en plus de la douleur une impotence fonctionnelle relative.
On les confirme par les trois tests suivants à l'examen clinique : celui de Lachman-Trillat (arrêt mou au tiroir antérieur dû aux structures secondaires : point d'angle postéro-interne et corne postérieure du ménisque interne), le jerk test (ou pivot shift : en valgus, flexion et rotation interne mettant en évidence un ressaut rotatoire) et le tiroir antérieur à 90°.
L’évolution chronique se fait vers une instabilité subjective et une laxité chronique par sa mauvaise cicatrisation sur le plan biomécanique.
Le traitement est à la fois fonctionnel (immobilisation et rééducation, notamment pour le sujet âgé) et chirurgical (ligamentoplastie à partir des structures de voisinage : tendon rotulien : Kenneth Jones ; fascia lata ; tendon de la patte d’oie : DIDT/TLS[Quoi ?], notamment pour le sujet jeune).

### Les doigts
Au niveau des doigts, ce type de foulure survient régulièrement dans des sports de ballon. Lors d'une passe ou d'un attrapé, les doigts peuvent subir une extension forcée, provoquant un traumatisme des doigts impliqués. Un hématome peut apparaître ainsi qu'une douleur locale.

### Le poignet
L'entorse du poignet est une blessure arrivant souvent avec une extension de cette articulation. L'entorse du poignet peut être confondu avec une fracture du scaphoïde.